# Kustbevakningens grader på Island

Statsflaggan förs av den isländska kustbevakningen.

Kustbevakningens grader på Island visar den hierarkiska ordningen i Landhelgisgæsla Íslands, Islands kustbevakning.

## Befäl

Generaldirektör

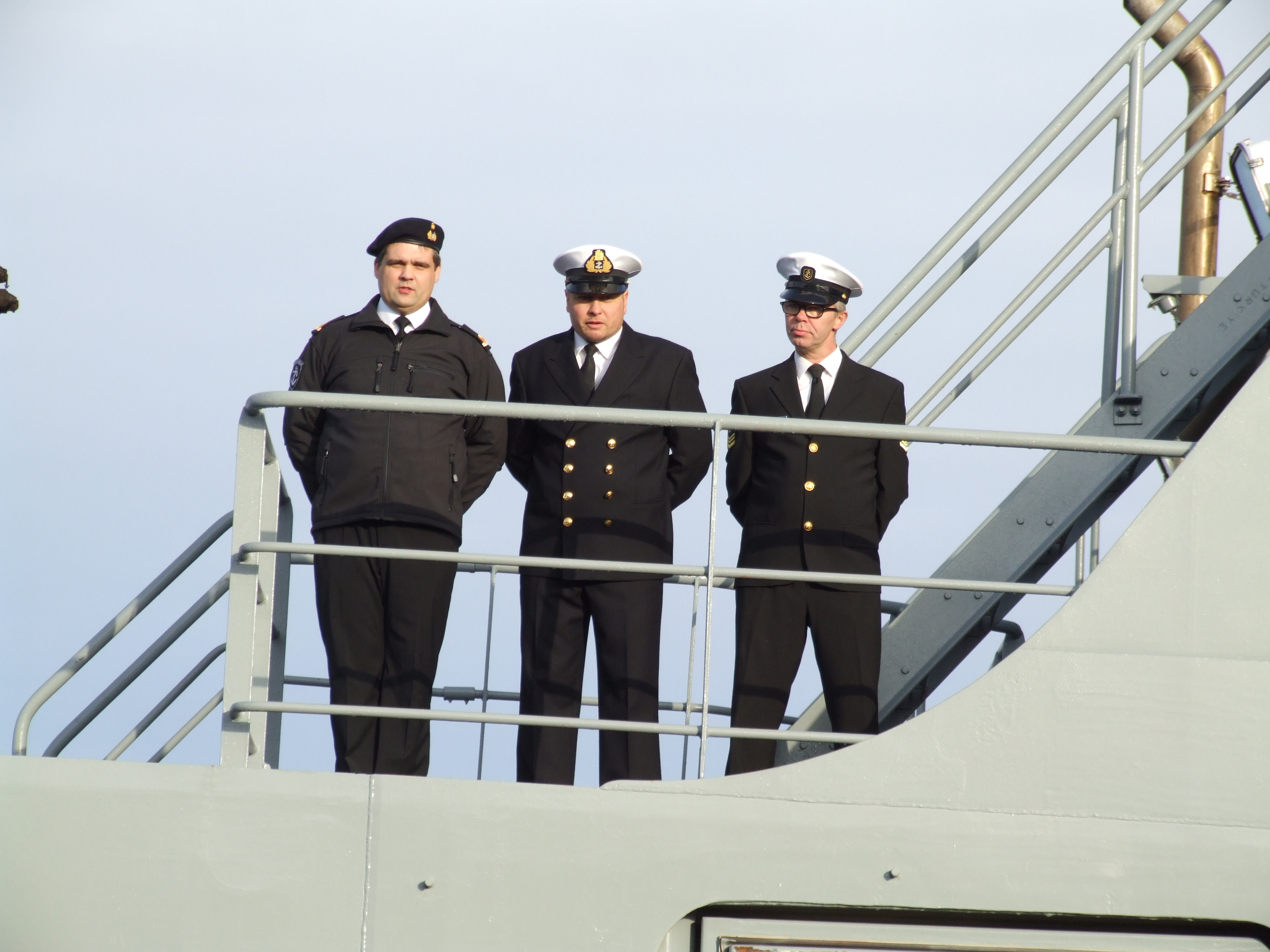
Befäl och sjöman från den isländska kustbevakningen.

Kustbevakningens operative chef
Befälhavare Chefen för kustbevaknings- flyget
Befälhavare Maskinchef Avdelningschef

Överstyrman Förste maskinist Flygförare Biträdande avdelningschef
Förste styrman Flygförare
Andre styrman Andre maskinist Flygförare
Aspirant

## Underbefäl

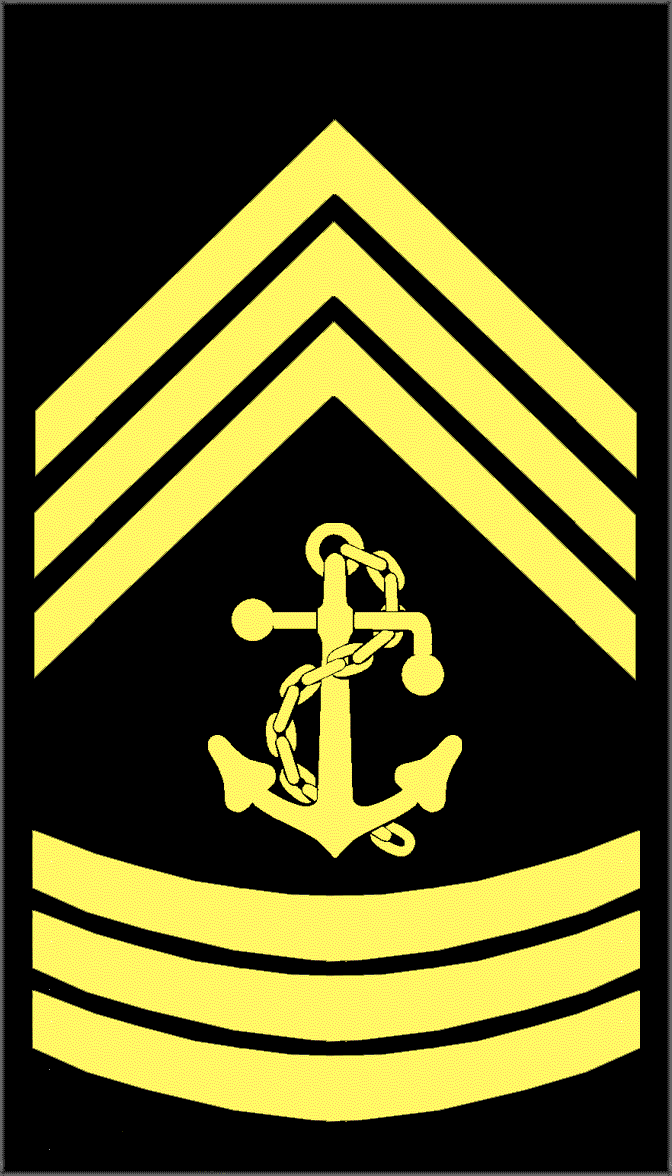
Överbåtsman
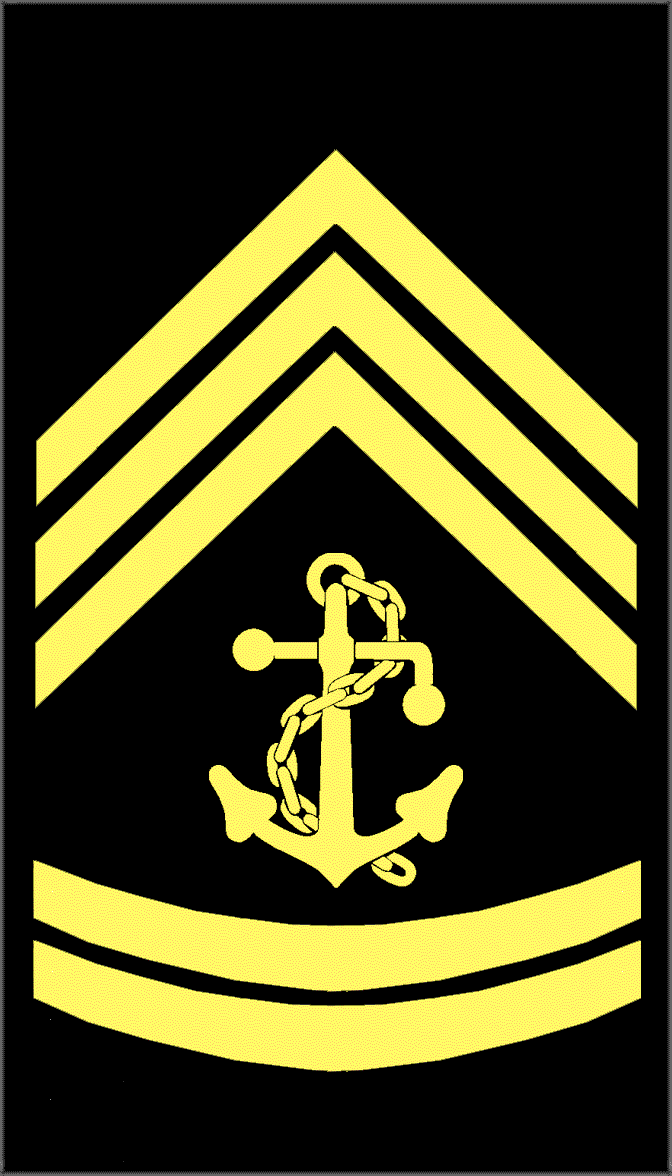
Båtsman
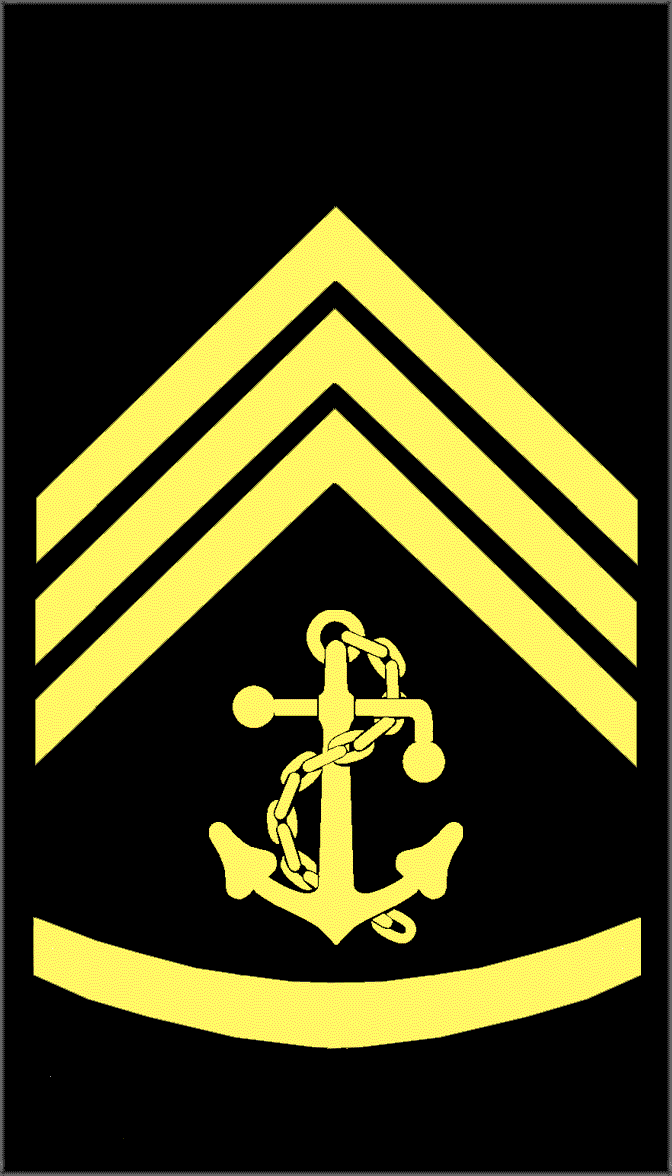
Båtsman

## Sjömän

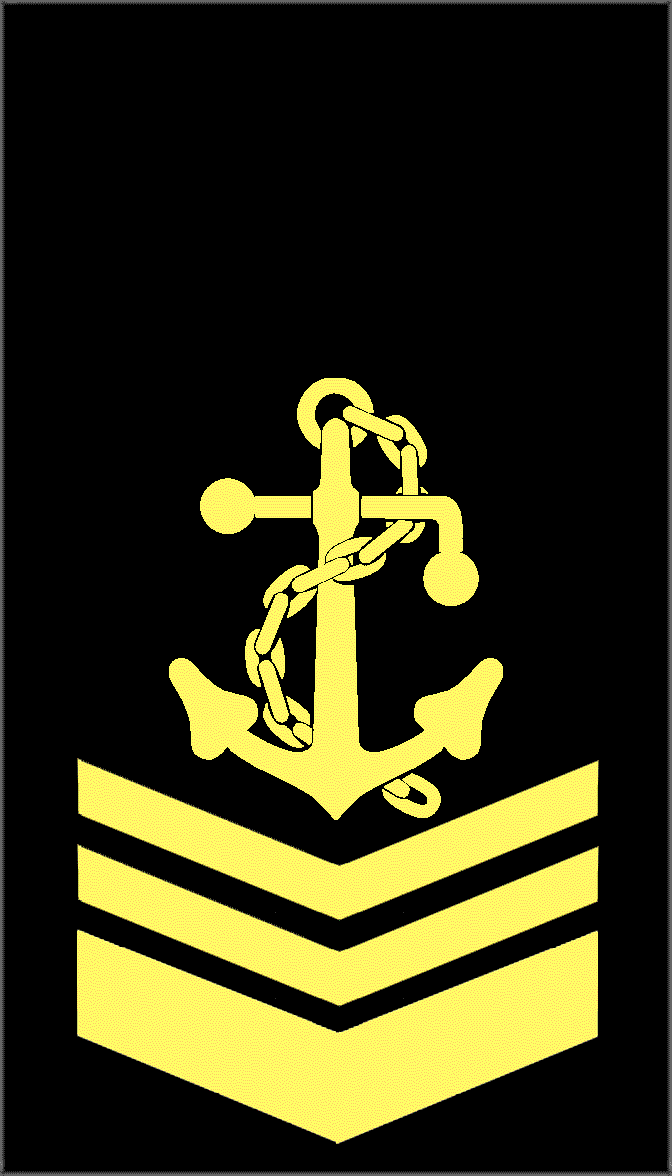
Matros
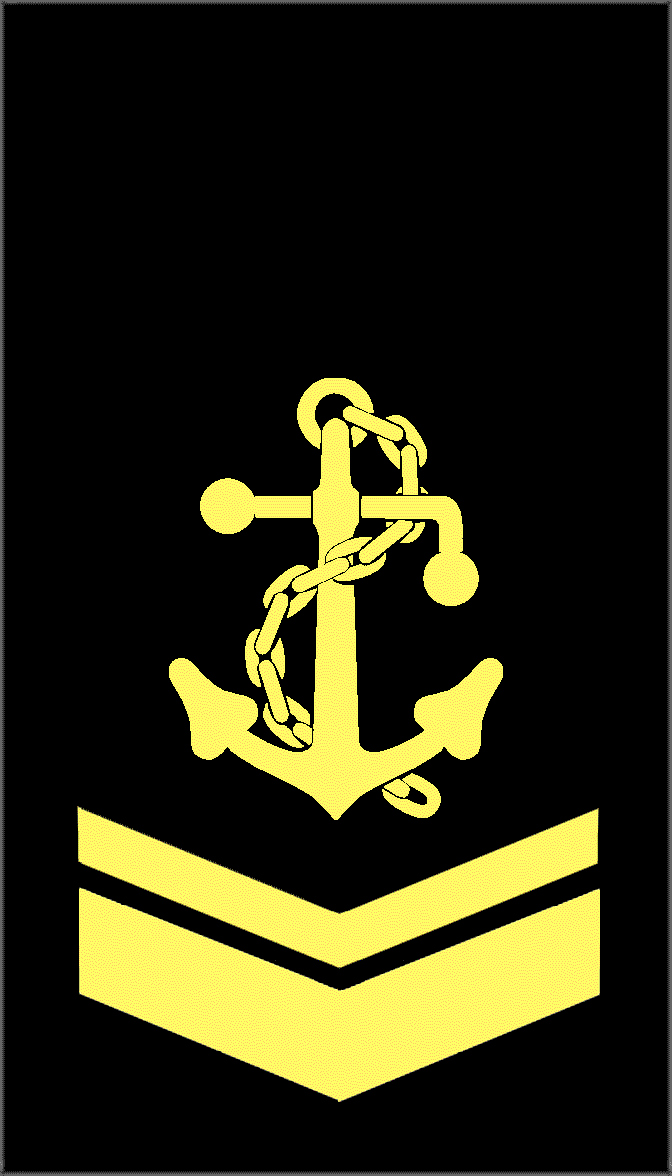
Matros
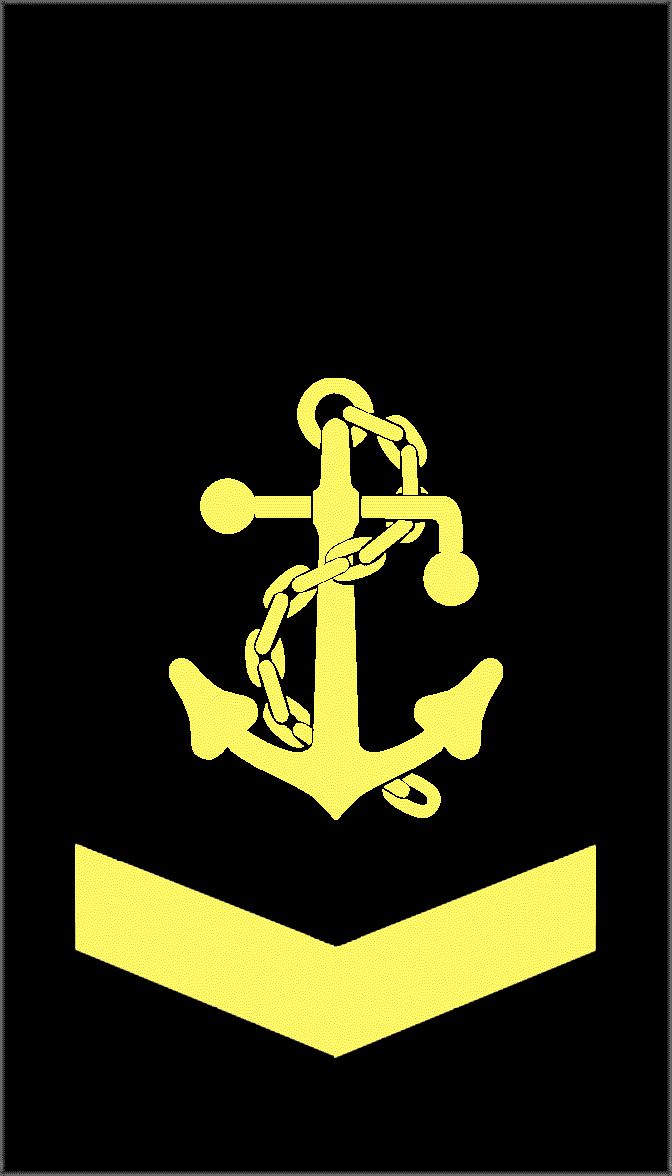
Matros
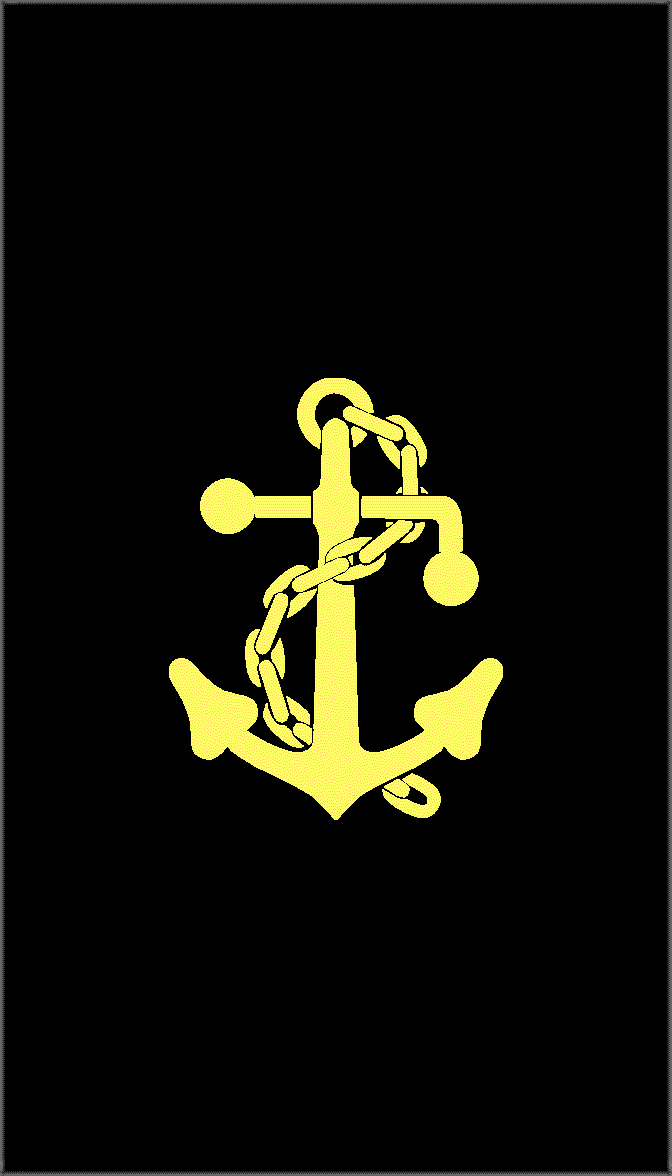
Matros